# Aseptatorina
Az Aseptatorina az Alveolata Apicomplexa törzsének Gregarinasina csoportja polifiletikus alrendje. A Selenidium nemzetség egyes rendszertanok szerint ide tartozik, mások szerint viszont az Archigregarinorida tagja.

## Történet
Az Eugregarinoridát Chakravarty osztotta fel 1960-ban Septatorinára és Aseptatorinára, utóbbit ekkor írta le. Adl  et al. 2019-es rendszertanában nem szerepel.
Először Leander, Harper és Keeling vizsgálták molekuláris filogenetikai és felszín-morfológiai alapon a Selenidium és Lecudina nemzetségeket.
A Selenidium nemzetség 11 merogóniával vagy szkizogóniával rendelkező fajából Levine 1971-ben létrehozta az Archigregarinoridába sorolt Selenidioidest, míg a többi Selenidium-fajt az Eugregarinoridába helyezte. Azonban Rueckert és Horák 2017-es tanulmánya szerint ez nem jó ismertetőjegy, mivel nehezen bizonyítható vagy cáfolható a merogónia jelenléte.

## Rendszertan
11 családja ismert összesen mintegy 400 fajjal. 
Az Allantocystidae, Diplocystidae, Enterocystidae, Ganymedidae és Schaudinnellidae monotipikusak (1 nemzetségük van), az Aikinetocystidae 2 nemzetséget tartalmaz.
2 családja, a Ganymedidae és a Thiriotiidae rákokat fertőz.
Rendszertana módosításra szorulhat, mivel 18S rDNS-szekvenciák alapján 4 család – az Aseptatorina Ganymedidae és a Septatorina Cephalolobidae, Porosporidae és Uradiophoridae családjai – kládot alkotnak. E főcsalád javasolt neve a Cephaloidophoroidea.

## Morfológia
Tagjai a Septatorina csoporttal szemben, melynek tagjai jobbára válaszfallal elkülönülő fejrésszel rendelkeznek, jobbára válaszfal nélküli sejttestűek, Gamontái lehetnek nyújtottak vagy hengeresek átlátszó kapuval vagy középső hagymaszerű szerkezettel. Érett gamontái 50–500 μm-esek lehetnek. Magja lehet például gömbölyű vagy tojás alakú, és rendelkezhet szemcsés nukleoplazmával, nagy karioszómával és kiegészítő kromatinszemcsékkel. Ektoplazmája lehet átlátszó vagy szemcsés, endoplazmájában paraglikogén lehet.

## Életciklus
Gamontája nem tagolt, de egyes fajokban epimerit vagy mukron található. Szizigium ismert benne, ez lehet 2 vagy több asszociációs (például Hirmocystidae).
Életciklusa változatos: például az Ascogregarina taiwanensist a szúnyog először oocisztaként veszi fel, melyek éréskor sporozoitákat bocsátanak ki. Ezek a középbél epitél sejtjeit fertőzve trofozoitákká érnek, melyek szelektíven a Malpighi-edénybe vándorolnak. Ott makro- és mikrogamétákká fejlődnek, melyek egyesülésekor diploid gametociszta keletkezik, melyben fertőző oociszták fejlődnek. Az oociszták az átalakuláskor távoznak a vizes környezetben, majd az ugyane vizes környezetben élő lárvák felveszik. Ezzel szemben a homokos területeken élő legyeket fertőző Psychodiella gamontái többnyire a lárva emésztőrendszere lumenjében élnek, míg felnőtt legyekben a testüregben él.

## Ökológia
A kétszárnyúak, például a szúnyogfélék és a lepkeszúnyogfélék mikrobiomját és mennyiségét befolyásolhatja. Az Ascogregarina taiwanensisszel fertőzött szúnyogokban a Wolbachia-fajok gyakoribbak, az Asaia-fajok és egyes Enterobacteriaceae-fajok ritkábbak, ez alapján doménen belüli és domének közti kölcsönhatások egyaránt alakíthatják mikrobiomjukat. Legtöbb faja azonban elsősorban kevéssertéjűekben él, ezenkívül 13 faj megtalálható rákokban.
A világ nagy részén megtalálhatók kládjai. Az ondóhólyag-fertőző fajok nagy mennyiségben távozhatnak a hímivarsejtekkel együtt.

## Jelentőség
A Psychodiella sergenti a Phlebotomus sergenti specifikus patogénje, és a humán kután leishmaniasist okozó Leishmania tropica vektora. Lawyer  et al. 2017-es tanulmánya szerint a Psychodiella ezenkívül képes lehet laboratóriumi Phlebotominae-kultúrák kihalását is okozni, mely ellen petemosással lehet védekezni.

## Fordítás
Ez a szócikk részben vagy egészben  az   Aseptatorina című angol Wikipédia-szócikk ezen változatának fordításán alapul.  Az eredeti cikk szerkesztőit annak laptörténete sorolja fel. Ez a jelzés csupán a megfogalmazás eredetét és a szerzői jogokat jelzi, nem szolgál a cikkben szereplő információk forrásmegjelöléseként.